# Elementele

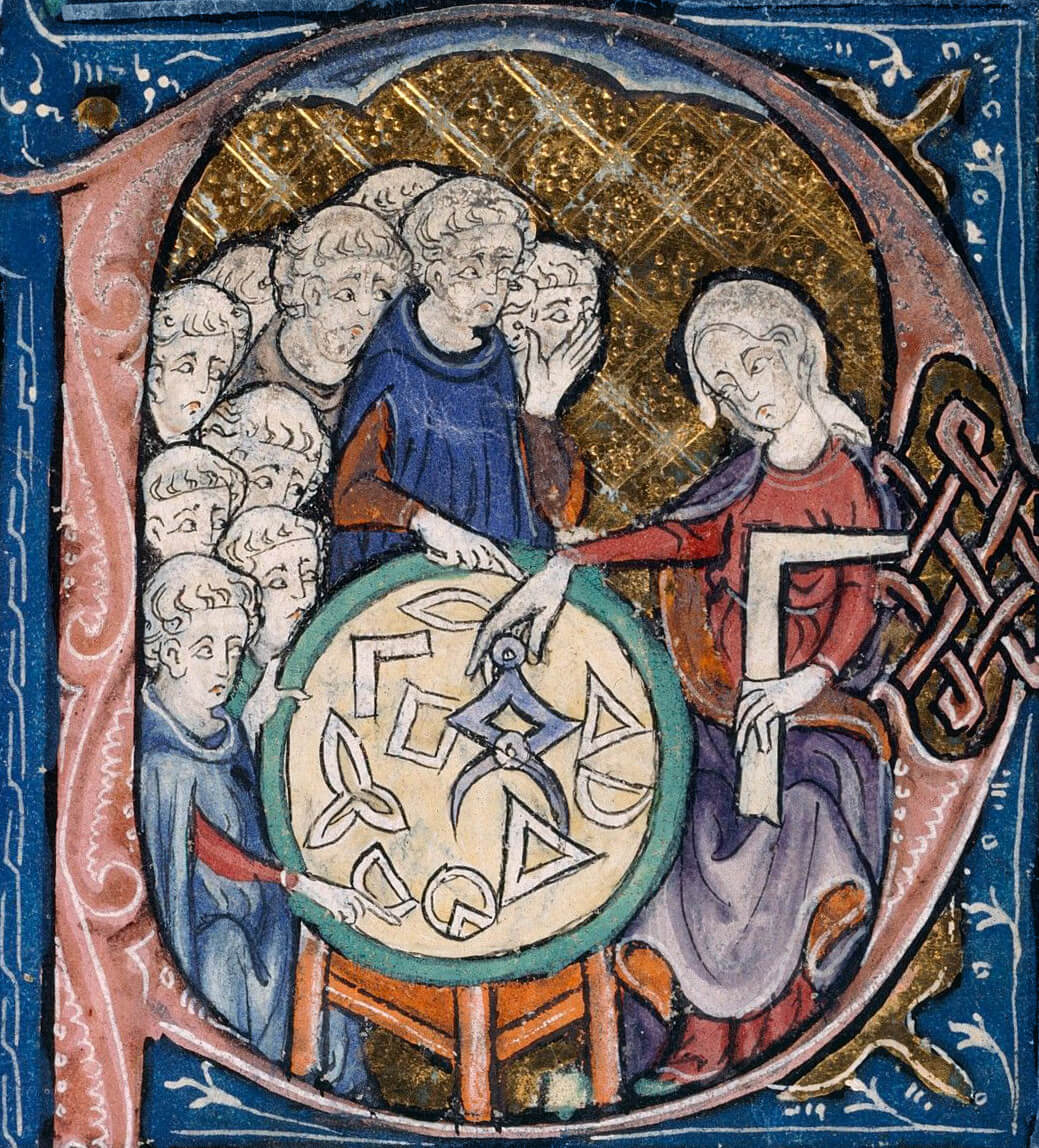
Cea mai veche traducere latină existentă a Elementelor, tradusă din arabă, datată în sec. al XIII-lea.

Elementele reprezintă o celebră lucrare a lui Euclid, scrisă în jurul anului 300 î.Hr. și care a influențat întreaga evoluție a matematicii europene. Constituie un tratat de geometrie alcătuit din 13 cărți (sau capitole numite cărți după procedura uzuală în Antichitate), este foarte ordonat și riguros organizat sub forma de definiții, axiome și teoreme (propoziții). Conține și rezultate referitoare la teoria numerelor.
Este cel mai vechi exemplu de expunere sistematică a geometriei ca sistem axiomatic.

## Conținut
Cărțile I-IV se ocupă de geometria plană:
- În tomul I sunt enunțate propozițiile de bază ale geometriei: dreapta, unghiuri, arii, paralelisme, suma unghiurilor unui triunghi, cazurile de egalitate ale triunghiurilor, teorema lui Pitagora
- Cartea II mai este denumită și Cartea algebrei geometrice, conține sub formă geometrică identități algebrice ca diferența a două pătrate, pătratul unui binom etc.
- A III-a carte se ocupă de cerc și proprietățile sale: unghi înscris în cerc, puterea unui punct față de un cerc, tangentă
- Volumul IV tratează triunghiurile și poligoanele regulate înscrise în cerc.

În cărțile V-X intervin proporțiile:
- Volumul V tratează proporțiile dintre mărimi și teoria numerelor raționale.
- Cartea VI aplică proporțiile în geometrie: Teorema lui Thales, figuri asemenea.
- Cartea VII se ocupă cu teoria numerelor: divizibilitate, numere prime, cel mai mare divizor comun, cel mai mic multiplu comun.
- Al IX-lea tom aplică rezultatele din cele două precedente: infinitatea numerelor prime, suma unei serii geometrice, numere perfecte.
- Volumul X încearcă să sistematizeze numerele incomensurabile (numerele iraționale).

Cărțile XI-XIII sunt dedicate geometriei în spațiu:
- Cartea XI generalizează în spațiu conținutul volumelor I-VI: perpendicularitate, paralelism, volumul paralelipipedului.
- Cartea XII calculează ariile și volumele prin metoda exhaustiunii la: con, piramidă, cilindru, sferă.
- Cartea XIII generalizează în spațiu conținutul cărții IV: secțiunea de aur, cele cinci poliedre regulate înscrise în sferă.

## Posteritate

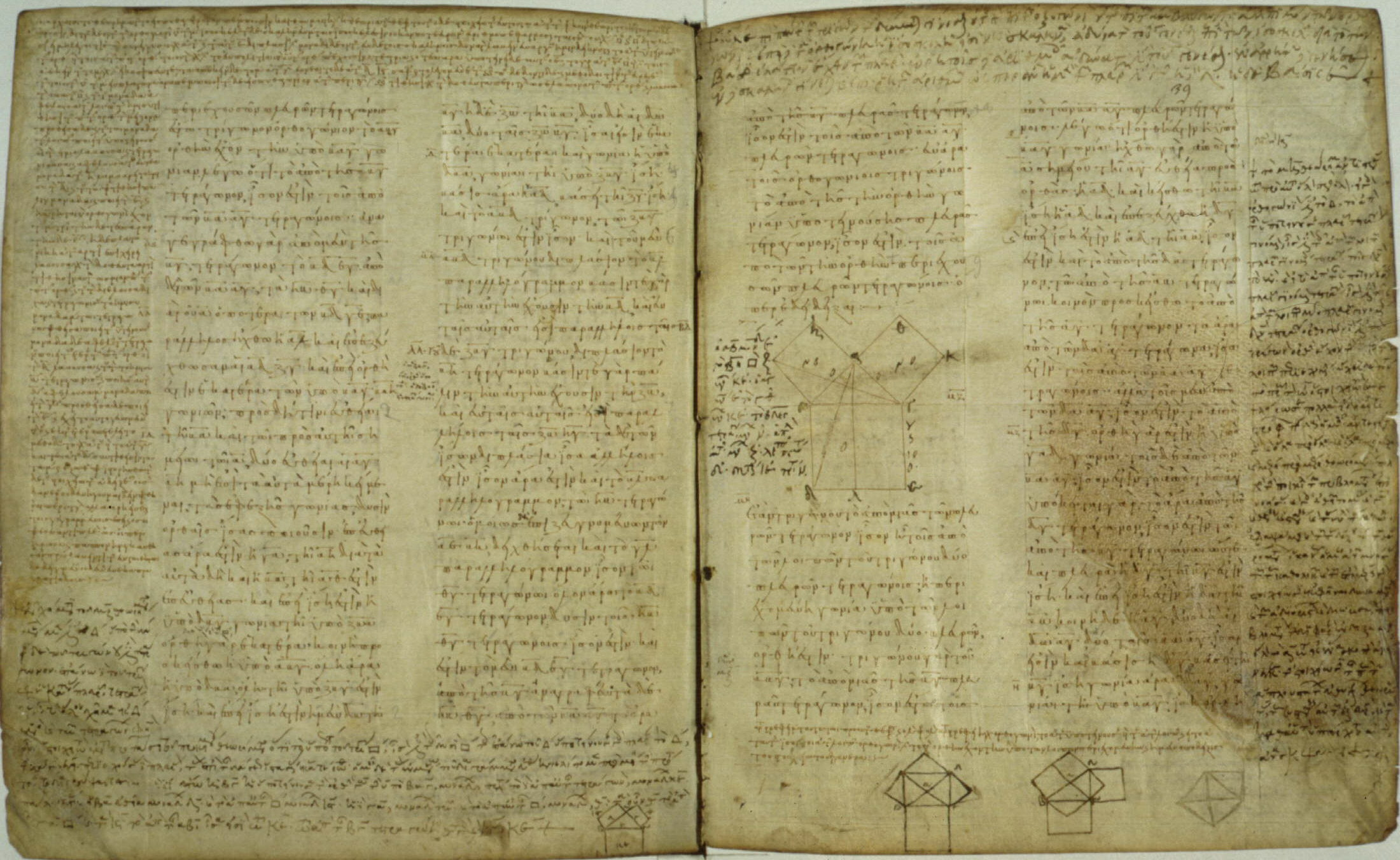
Manuscris din Cartea I a lui Euclid (teorema lui Pitagora)

Elementele constituie o capodoperă în ceea ce privește modul în care logica este aplicată în matematică. Demonstrațiile propozițiilor sunt foarte riguroase, numărul de axiome este minim, iar conținutul este foarte bine sistematizat. Toate acestea fac din Elementele o lucrare de referință, valabilă și astăzi.
Celebra lucrare a lui Euclid a influențat mulți oameni de știință ca: Nicolaus Copernic, Johannes Kepler, Galileo Galilei, Sir Isaac Newton, Albert Einstein.
Lucrarea se situează pe Lista celor mai influente 100 cărți din istoria omenirii (conform criticului Martin Seymour-Smith) și, conform The Guardian, este una din primele zece cărți care au influențat lumea.